# Max Uhlemann
Max Uhlemann, vollständig Maximilian Adolph Uhlemann, (* 13. Mai 1829 in Berlin; † 26. Juli 1862) war ein deutscher Ägyptologe. 

## Leben
Er war ein Sohn des Theologen Friedrich Gottlob Uhlemann. Sein Studium der Geschichte mit Schwerpunkt Archäologie schloss Uhlemann mit der Promotion an der Universität Leipzig, wo Gustav Seyffarth  sein Lehrer war, ab und konnte sich gleich im Anschluss daran für das Fach Archäologie habilitieren. Von 1854 bis zu seinem Tode 1862 war er Privatdozent für ägyptische Philologie an der Philosophischen Fakultät der Universität Göttingen.

## Schriften
- De veterum Aegyptiorum lingua et litteris: sive de optima signa hieroglyphica explicandi via atque ratione; accedunt indices et vocabularii hieroglyphici specimen. Leipzig 1851 (Digitalisat).
- Ueber einen ägyptischen Scarabäus des archäologischen Museums zu Leipzig. In: Zeitschrift der Deutschen Morgenländischen Gesellschaft. Band 6, 1852, S. 111–114 (Digitalisat).
- Philologus aegyptiacus, sive, explicatio vocum aegyptiacarum e scriptoribus graecis romanisque collectarum. Leipzig 1853 (Digitalisat).
- Inscriptionis Rosettanae hieroglyphicae decretum sacerdotale. Leipzig 1853 (Digitalisat).
- Linguae copticae grammatica . Leipzig 1853 (Digitalisat).
- Das Todtengericht bei den alten Ägyptern. Eine Habilitations-Rede. Berlin 1854 (Digitalisat).
- Ueber einen neuen Versuch, die Hierohlyphen akrologisch zu erklären. In: Zeitschrift der Deutschen Morgenländischen Gesellschaft. Band 8, 1854, S. 830–834 (Digitalisat).
- Thoth: Oder Die Wissenschaften der alten Aegypter. Nach klassischen und ägyptischen Quellen. Göttingen 1855 (Digitalisat).
- Israeliten und Hyksos in Aegypten: eine historisch-kritische Untersuchung. Leipzig 1856 (Digitalisat).
- Drei Tage in Memphis. Ein Beitrag zur Kenntniß des Volks- und Familienlebens der alten Aegypter. Göttingen 1856 ().
- Einige Vorschläge zur Herstellung eines brauchbaren hieroglyphischen Wörterbuches. In: Zeitschrift der Deutschen Morgenländischen Gesellschaft. Band 6, 1852, S. 258–272 (Digitalisat).
- Handbuch der gesammten ägyptischen Alterthumskunde. Wigand, Leipzig 1857–1858 (Digitalisat Teil 1; Teil 2; Teil 3; Teil 4).
- Grundzüge der Astronomie und Astrologie der Alten besonders der Aegypter. Leipzig 1857 (Digitalisat; Neudruck:  Theosophisches Verlagshaus, Leipzig 1921).
- Der letzte der Ramessiden oder vor drei Jahrtausenden: ein culturhistorischer Roman. Leipzig 1860 = Vor dreitausend Jahren oder der Untergang der Ramessiden: ein culturhistorischer Roman. Zweite Ausgabe, Leipzig 1863.